# ダーレスのクトゥルフ神話
アメリカ合衆国のホラー小説家オーガスト・ダーレスのクトゥルフ神話作品について解説する。
執筆形式が3タイプあり、スコラーとの合作、単著、HPラヴクラフトとの合作と称するものに大別される。そしてこれらは執筆時期の順でもある。
1926年に17歳でデビューしたダーレスは、1930年ごろにハワード・フィリップス・ラヴクラフトの『闇に囁くもの』などの「神話」を読んで感銘を受け、自分でも『潜伏するもの』などの神話作品を執筆したが、『ウィアード・テイルズ』（以下WT）誌のファーンズワース・ライト編集長からは酷評され、なかなか掲載されなかった。かくしてストックが溜まっていくことになる。ラヴクラフトの存命中に掲載されたダーレス神話は、わずか3作品に過ぎない。初期は風邪神を題材とした神話が多かった。
転機となったのは1937年のラヴクラフトの急逝であった。ダーレスは1939年にアーカムハウスを設立し、また書き溜めていた神話作品や新作をWT誌に次々と発表することで、ラヴクラフトと「クトゥルフ神話」を売り出しにかかる。そのためダーレスのクトゥルフ神話、特に中期以降の作品は、ラヴクラフトを売るために書かれたという側面があり、ラヴクラフトとの合作を謳う作品群に体現されている。

## ダーレス神話の特徴
ラヴクラフトの作品と、ダーレスがアレンジしたクトゥルフ神話は異なっている。ラヴクラフト作品のうち神話に関する作品群をラヴクラフト神話と呼んだり、クトゥルフ神話の中でもダーレスの神話をダーレス神話と強調して呼ぶこともある。
ラヴクラフトが「グレート・オールド・ワン」と呼んだ超古代や異次元のやつらを、ダーレスは旧支配者と再定義し、宇宙的な邪悪である彼らは、宇宙的な善である旧神によって封印され、復活を企てているとした。そしてダーレス神話の中では、ラヴクラフトが、旧支配者の脅威を小説の形で人類に警告する預言者として位置付けられている。コズミックホラーならぬ、人間中心主義の視点である。
これについて、ダーレス神話をラヴクラフトが考えていたかのようにして宣伝していたと、批判を受けることがある（いわゆる「黒魔術文」にまつわる論争など）。ラヴクラフトがダーレスの神話スタンスを認めていなかったとさえ言われていたが、近年の研究で否定されている。
他の特徴としては、旧支配者を四大霊に分類するシステムや、邪神同士の対立や結託が挙げられる。ダーレスは多くの邪神や魔道書を創造した。
ダーレスがクトゥルフ神話を体系化したとという定説がある。これに対して森瀬繚は否定気味に、ダーレスはラヴクラフトの生前から自分の作品群としてのクトゥルフものを書き続けているだけで、設定を特に体系化などしていないと言い、続けて、どころかフランシス・レイニーが体系化した設定に従っていると指摘する。
若年のダーレスはラヴクラフトに心酔し、ジャンル名を「ハスター神話」にしたらどうかと提案したことがある。この案は却下となるが、ダーレスの方はハスターを長とする風邪神の神話を書くようになった。後にラヴクラフト作品はクトゥルフの神話と呼ばれるようになり、ダーレスは風邪神神話を書かなくなりクトゥルフ神話を書くようになる。

## 作品一覧
マーク・スコラーと共著
1. 邪神の足音 The Pacer (1930)
2. 潜伏するもの Lair of Star-Spawn (1932)
3. モスケンの大渦巻き Spawn of the Maelstrom (1939)
4. 湖底の恐怖 The Horror from the Depths（The Evil Ones） (1940)
5. 納骨堂綺談 The Occupant of the Crypt (1947)

単著
1. 風に乗りて歩むもの The Thing that Walked on the Wind (1933)
2. ハスターの帰還 The Return of Hastur (1939)
3. エリック・ホウムの死 The Passing of Eric Holm (1939)
4. サンドウィン館の怪 The Sandwin Compact (1940)
5. イタカ Ithaqua (1941)
6. 戸口の彼方へ Beyond the Threshold (1941)
7. 永劫の探究1・アンドルー・フェランの手記 (1944)
8. 闇に棲みつくもの The Dweller in Darkness (1944)
9. 永劫の探究2・エイベル・キーンの書置 (1945)
10. 謎の浅浮彫り Something in Wood (1948)
11. 丘の夜鷹 The Whippoorwills in the Hills (1948)
12. 永劫の探究3・クレイボーン・ボイドの遺書 (1949)
13. 彼方からあらわれたもの Something from out There (1951)
14. 永劫の探究4・ネイランド・コラムの記録 (1951)
15. 永劫の探究5・ホーヴァス・ブレインの物語 (1952)
16. 谷間の家 The House in the Valley (1953)
17. ルルイエの印 The Seal of R'lyeh (1957)

ハワード・フィリップス・ラヴクラフトの補作
1. 暗黒の儀式 The Lurker at the Threshold (1945)
2. 生きながらえるもの The Survivor (1954)
3. 破風の窓 The Gable Window (1957)
4. アルハザードのランプ The Lamp of Alhazred (1957)
5. 異次元の影 The Shadow Out of Space (1957)
6. ピーバディ家の遺産 The Peabody Heritage (1957)
7. 閉ざされた部屋 The Shuttered Room (1959)
8. ファルコン岬の漁師 The Fisherman of Falcon Point (1959)
9. 魔女の谷 Witches' Hollow (1962)
10. 屋根裏部屋の影 The Shadow in the Attic (1964)
11. ポーの末裔 The Dark Brotherhood (1966)
12. 恐怖の巣食う橋 The Horror from the Middle Span (1967)
13. インズマスの彫像 Innsmouth Clay (没後1974)

- The Ancestor（未訳）
- Wentworth's Day（未訳）
- The Watchers Out of Time（未完、未訳）

ロバート・E・ハワードの補作
- 黒の詩人 The House in the Oaks （1971）

## 永劫の探究
5連作。ラバン・シュリュズベリイ博士と仲間たちがクトゥルフ教団と戦う。

## 1：風に乗りて歩むもの
『ストレンジ・テイルズ』1933年1月号に掲載。クト4、真ク9&真ク2に収録。風の邪神イタカの初登場作品。

## 2：ハスターの帰還
WT1939年3月号に掲載。クト1に収録。邪神ハスターを掘り下げた作品。

## 3：エリック・ホウムの死
『エリック・ホウムの死』（エリック・ホウムのし、原題：英: The Passing of Eric Holm）。『ストレンジ・ストーリーズ』1939年12月号に掲載された。
ダーレスが創造したオリジナル文献「告白録」と、旧神によって各地に封印された怪物達「クトゥルフの落とし子」にまつわるダーレス神話作品の1つでもある。死因審問を舞台に、不審な死の真相を探っていくという謎解きでもあるが、実は半端な愚か者が自滅しただけだったという結末を迎える。本作には「旧神の印」は登場せず、呪文が重視される。邪神を撃退することもなく、同シリーズの他作品とは、テーマが共通するものの雰囲気が異なる。
東雅夫は「魔導書『発狂した修道士クリタヌスの告白録』が引き起こす怪異を描いた<妖術師物語>系の凡作」と解説する。

### 3あらすじ
エリック・ホウムという人物が怪死を遂げた。死因審問に召喚されたランシングは、ホウムの死因を「ある本を買ったため」と証言する。混乱する陪審員たちに、ランシングは説明する。
ホウムには、妖術の本を集める趣味があり、呪文を試しては失敗してばかりだった。1939年4月、ホウムは邪神を召喚する呪文が記された「修道士クリタヌスの告白録」という本を購入し、友人のランシングの家に召喚しようとする。その際ホウムはランシングに安全確保の防御法を教える。当日、まずランシングが自宅で防御呪文を唱え、指定された時刻にホウムが呪文を唱える。ランシングは自宅で、扉の向こうまで何かがやって来る気配を感じ取る。何かが帰った後にはずぶ濡れの足跡が残っていた。ランシングはホウムに電話で報告し、恐怖を話すと、ホウムは本と呪文が本物だったことを喜ぶ。その直後、ランシングは電話越しにホウムの絶叫を聞く。ランシングは警察に通報して、ホウムの家に向かう。現場には、同じ足跡と、海のにおいと、ホウムの惨殺死体が残されていた。
それでなぜホウムが死んだのか、誰もが腑に落ちない。そこで本を調べ直したところ、ホウムはランシングに「獣を海に帰す呪文」を教えたつもりだったが、ページを間違えて「送り出した者のもとに送り返す呪文」を教えていたことが判明する。

### 3主な登場人物・用語
- エリック・ホウム - 独身貴族。青白い顔と、似合わない口髭の男。オカルト本を買い込んで呪文を唱えるという趣味があった。不可解な怪死を遂げる。
- ジェラミイ・ランシング - ホウムの唯一の友人。中年紳士。ホウムの死について証言をする。
- 「獣」 - 非オカルティストである、ランシングと裁判関係者による呼称。海底の存在であり、「クトゥルフの落とし子」と呼ばれる、邪神の眷属。
- 修道士クリタヌス - 文献「告白録」の作者。海から魔物を呼び出したことで、イギリスの修道院を追放された狂人。
- 聖アウグスティヌス - 実在した聖人であり、クリタヌスの上司。魔物を海に送り返した。
- 「発狂した修道士クリタヌスの告白録」 - 「告白録」の、書籍として刊行された版。クリタヌスにより「賢人ならば邪神すら利用できる」と、召喚や使役の方法が書かれている。

### 3収録
- クト13、岩村光博訳

### 3関連作品
- 湖底の恐怖 - ダーレス&スコラー作品。本作同様に、告白録とクトゥルフの落とし子をテーマとする。
- 彼方からあらわれたもの - ダーレス単著。同上。

## 4：サンドウィン館の怪
『サンドウィン館の怪』（サンドウィンかんのかい、原題：英: The Sandwin Compact）。『ウィアード・テイルズ』1940年11月号に掲載された。
インスマス事件のおよそ10年後の出来事であることが作中でも言及されており、情報は伏せられているが語り手もただならぬ出来事があったことを察している。また過去作品『潜伏するもの』にて倒されたロイガーが再登場する。前年に発表された『ハスターの帰還』では四大霊の水と風の対立が説明されているが、本作は真っ向から反しており、水が風を使役している（水の裏切者に、水が風をけしかける）。さらに翌年の作品『戸口の彼方へ』とはプロットがそっくりであり、主人公がミスカトニック大学の図書館司書というところまで共通する。
時系列は、1927年『インスマスの影』、作中時不明『潜伏するもの』、1938年『サンドウィン館の怪』となっている。
東雅夫は「旧支配者に仕えるものたちの間に起こる内紛と葛藤を、一種の呪術合戦の形で描いた作品。『インスマスを覆う影』の後日譚としても読むことができる」と解説している。

### 4あらすじ
インスマスの道沿いに建つサンドウィン館の当主は、深きものどもと契約し、金銭と知識を受け取る代わりに、自身と息子の肉体と魂を捧げることを誓う。死んだ当主の死体は持ち去られ、代替わりして当主となった二代目もまた、同じ契約を結ぶ。そして三代目のアサ・サンドウィンの代となり数十年が経過する。蛙じみた容貌の当主は、金に困るとどこかへと旅立ち、戻ってきたときには十分な財産を得ているということをくり返す。
1938年の晩冬、サンドウィン館にて、ドアのノブが濡れていたり、屋敷内で異様な音楽や足音が聞こえたり、魚臭いにおいが発生するといった奇妙な現象が起きていた。そんな中、アサの息子・エルドンは父の様子がおかしいことに気づき、ミスカトニック大学付属図書館の司書として勤務する従兄のデイヴに連絡する。
サンドウィン館を訪問したデイヴは、風の音や鳥の声のような音を聞き、エルドンはこれらの音がアサへと話しかけているのだと主張する。デイヴはアサとも面会するが特に異様な印象は受けず、むしろエルドンの神経の方を心配する。就寝したデイヴは、中国の高原やイースター島などの光景や、異様な生物を夢に見る。足音を聞いてデイヴとエルドンは目覚め、2人は同じ夢を見たことを確認しあったのち、叔父の書斎へと向かう。
鍵のかかった書斎の中では、アサが訪問者の<深きものども>に、自分は息子のエルドンを絶対に売らず、代々の契約を打ち切ると宣言していた。訪問者は脅しをかけ、アサは「クトゥルーもイタカも退ける」と猛るも、訪問者にロイガーの名を出されると言葉を失う。訪問者は窓から去り、デイヴとエルドンが書斎に入ったときには、アサは悪臭をただよわせ、床はずぶ濡れになっていた。アサは2人に、サンドウィン家の資金源とおぞましい契約について説明し、自分の代で終わらせて子孫を守ることを宣言する。
デイヴは司書として禁断の文献に関する知識を持っていたため、すぐに事情を理解し、いったんアーカムに戻って文献を調べる。その後、デイヴが再びサンドウィン館を訪れた際、アサの容姿は以前とは異なっていた。事情を呑み込めないエルドンをよそに、アサはデイヴに、ロイガーと対決することを告げる。その際、アサは勝てば自分は自由になれるし、負けてもエルドンは守れるという思惑を語る。
4月27日の夜、デイヴはエルドンから緊急の呼び出しに応じてサンドウィン館に来る。夜鷹の鳴き声、水のぬかるみや風、美しい邪悪な音楽など、不浄な気配がただよう中、アサは書斎にて籠城しながら魔術でロイガーと戦っていたが、書斎に侵入したロイガーによって連れ去られる。書斎には鍵がかかっており、デイヴとエルドンは介入できかったが、書斎から深きものどもによるロイガーの詠唱に続いて、アサの絶叫が響き渡った後、2人はドアを破って書斎に入る。部屋の中にアサの姿はなく、彼の服だけが残されていた。

### 4主な登場人物・用語
- デイヴ（デイヴィッド） - 語り手。ミスカトニック大学付属図書館の司書。
- エルドン - デイヴの従弟。父アサとは似ていない。詳しいことは何も知らない。
- アサ・サンドウィン - サンドウィン館の主。両生類じみた容貌をしている。年齢は60代だが若く見える。息子を守るために、ロイガーと対決する。
- ロイガー - 宇宙の風に乗って現れる邪神。うしかい座のアルクトゥールスが上っているときに召喚される。

### 4収録
- クト3、後藤敏夫訳

## 5：イタカ
『ストレンジ・ストーリーズ』1941年2月号に掲載。クト12に収録。『風に乗りて歩むもの』の初期稿「歩む死」に加筆した作品。

## 6：戸口の彼方へ
『戸口の彼方へ』（とぐちのかなたへ、原題：英: Beyond The Threshold）。WT1941年9月号に掲載された。
ダーレスのイタカ作品の一つであり、先行作品の続編にあたる。ダーレスの地元であるウィスコンシン州が舞台となっている。イタカが四大霊や禁断の書物に完全に取り込まれており、よりクトゥルフ神話としての体系化が図られている。またラヴクラフトの『インスマスの影』の後日談でもあり、加えてラヴクラフトの死没とアーカムハウスから刊行された単行本『アウトサイダー及びその他の物語』についての言及があり、虚実が入り混じる。
東雅夫は「<イタカ物語>群の一編。作中で妖異をもたらす神性が何かを隠したまま話を進める、いわば犯人捜しならぬ"邪神捜し"の手法は、ダーレスの専売特許である」と解説しており、類例は『サンドウィン館の怪』や『闇に棲みつくもの』などにもみられる。

### 6あらすじ
ミスカトニック大学で司書をしているトニーの元に、ウィスコンシン州の森に住む従兄フローリンからから手紙が届く。祖父の様子がおかしいという報告に加えて、文面から従兄の不安を読み取ったトニーは、休暇を取ってアルウィン屋敷に赴く。
祖父のジョサイアは書斎にこもって、大叔父リアンダーの遺稿などを研究しており、図書館に勤めているトニーに、インスマスやウェンディゴ、ラヴクラフトなどについて質問してくる。夜間、トニーとフローリンは、誰が奏でているのかわからない奇妙な音楽を聴き、ジョサイアは風の精の何かだろうと解説する。祖父の推測によると、インスマスの船乗りだった大叔父のリアンダーは水の精から風の精へと寝返っており、屋敷内のどこかには風の精と接触するための戸口が隠されているはずだという。
日を追うごとに風の音は強くなり、ある日、天を覆う巨大な影が出現した直後、ジョサイアは密室から姿を消す。無人の部屋の内部は雪に覆われ、今まで絵画で隠されていた壁には地底へ通じる岩穴が覗いていた。トニーとフローリンは、アルウィン屋敷そのものが戸口を隠すために建てられていたことを理解する。洞窟を調べたところ、人間がとても入れる入口などではなく、入口から洞窟を通って屋敷まで来れるのは風くらいのものであった。
行方不明になっていたジョサイアは、7ヶ月後に東南アジアの島で「高所から墜落でもしたような凍死体」で発見され、トニーはイタカの仕業と理解する。

### 6主な登場人物・用語
- トニー - 語り手。ミスカトニック大学付属図書館の司書。
- フローリン - 従兄。祖父と同居している。40歳ほど。
- ジョサイア・アルウィン - 祖父。かつては世界中を飛び回っていた学者。70歳ほど。
- リアンダー・アルウィン - 先祖（祖父の叔父）。インスマス出身。クトゥルフ信仰を見限り、風の精に接触した。アルウィン邸を建てた人物。
- 「絵」 - アルウィン屋敷の書斎の、床から天井まで達する巨大な絵。絵そのものは平凡な風景画であり、近隣の風景と洞窟が描かれている。実は、屋敷が建てられる前の土地の風景を描いたものであり、絵の背後に実際の洞窟を隠している。
- イタカ - 風の精。途方もない大きさの人型のシルエットに、頭部には赤紫の双眼を備える。足跡には水掻きがあり、雪上を跳ねるように移動する。禁断の文献に記述がある。

### 6収録
- クト5、岩村光博訳「戸口の彼方へ」
- 真ク4&新ク3、渋谷比佐子訳「幽遠の彼方に」

### 6関連作品
- インスマスの影 - ラヴクラフトの作品。テーマは深きものども（クトゥルフ神話大系としては水の精）。本作の前日譚。
- 風に乗りて歩むもの - ダーレスの作品。テーマは風の精・イタカ。本作の前日譚。
- サンドウィン館の怪 - ダーレスの作品。同テーマの、風の精・ロイガー編。

## 8：闇に棲みつくもの
WT1944年11月号に掲載。クト4に収録。ナイアーラトテップとクトゥグアを題材とする。

## 10：謎の浅浮彫り
『謎の浅浮彫り』（なぞのあさうきぼり、原題：英: Something in Wood）。WT1948年3月号に掲載された。
クトゥルフの容姿について、邪神像として新たな情報がある。東雅夫によると「木彫りのクトゥルー像の怪異を描いた呪物ホラー」。

### 10あらすじ
ピンクニイ（わたし）は休暇で訪れた地の骨董屋で、不気味な怪物が彫刻された木製の浅浮彫りを購入し、友人である批評家のジェイスン・ウェクターに贈呈する。ウェクターはこの珍品を大いに気に入り、スミスの石の彫刻に驚くほど似ていると喜ぶ。だがピンクニイは、自らの奇怪な小説や詩をもとに作られたスミスの彫刻と、遥か昔に遠く離れた場所にいた人物の作った浅浮彫りが酷似していることに、不可解な嫌悪を感じる。
以降、ウェクターの批評のスタイルは一変する。かつて高く評価した人物の作品を酷評し、露骨に嫌っていた人物の音楽を絶賛する。だがそれらの批評は、誰も聞いたことがない芸術家や文化を引き合いに出したり、「旧支配者の音楽」をはじめとする謎の単語を出すなど、わけのわからない論評となっていた。ピンクニイは、中部ヨーロッパの彫刻家の作品に対して、自分好みの原始彫刻を基準にするなど、ウェクターの判断力が狂っているようだと考える。あまりの彼らしくなさは、友人たちを心配させるものであった。
ピンクニイがウェクターの家に駆け付けたとき、彼はかなりの分量の抗議の手紙に埋もれていた。ウェクターは異様な夢を見るようになったと語り、旧支配者の伝説について話し始める。そして浅浮彫りを取り出して、「触手が長くなったり、形が変わったように見えないか」と問いかけてくる。ウェクターは2つの批評を無意識に書いてたらしく、記憶がないが確かに自分が書いたとも述べる。また、浅浮彫りが巨大化して自分が蟻のような存在であるかのような幻覚に囚われたとも言い出す。
ピンクニイはウェクターが疲れているのだと思いつつも、彼の批評眼については認めざるを得なかった。かつての毒舌や苦言は健在で、ただ以前とは劇的に異なる立場から美術や音楽を捕らえていた。ウェクターに対する悪評はひどくなる一方で、やがて彼が社交界に顔を出すことはなくなり、その姿を見かけられるのは演奏会のみとなった。しかし例外的に、ハーバード大学のワイドナー図書館やミスカトニック大学の付属図書館でも目撃されたという。
8月12日の夜、ウェクターは半ば錯乱した状態でピンクニイのアパートに突然飛び込み、1928年のインスマス事件やアーカムのシュリュズベリイ博士の失踪、マサチューセッツをはじめ世界中に秘密の崇拝所が存在することなど、夢なのか現実なのか判別のつかないことをまくし立てる。続いて「わたしの身に何かあれば、あの浅浮彫りを、重りをつけてインスマス沖に沈めてくれ」と言い出す。曰く、異界の触手が実体化して彼を捕らえ始め、寝ても覚めてもフルートの幻聴が聞こえてくるのだという。友人が発狂したことを確信したピンクニイは浅浮彫りの破壊を提言するものの、ウェクターは恐怖しつつも魅せられていると言い、そのまま去る。
その後、ウェクターは謎の失踪を遂げ、毒舌に落胆した画家に殺されたとか、何らかの事情で身を隠したとか、さまざまに噂された。彼の残した書置きには、浅浮彫りの所有者がピンクニイであると明記されていた。ピンクニイは彼の指示を実行すべく、ボートでインスマスの沖へと出る。ふと遠く海面下から自分の名前を呼んでいるような声が聞こえ、一瞬のためらいの後、手にした浅浮彫りに目をやる。そこには、小さくされたウェクターが触手の一本に捕まれていた。重りをつけた浅浮彫りは、ウィクターの声であえぎと苦悶の叫びを発しながら、暗い海の底へと没していった。

### 10主な登場人物
- ピンクニイ - 語り手。奇妙な浅浮彫りを手に入れ、ウェクターに贈る。
- ジェイスン・ウェクター - 音楽と美術の批評家。原始美術のコレクター。ボストン在住。浅浮彫りから影響を受け、憑かれたような批評を行うようになる。
- クラーク・アシュトン・スミス - 石の彫刻家。ウェクター好みの作品を作る。
- オスカル・ボグドガ - 中部ヨーロッパの彫刻家。以前はウェクターに賞賛されたが、今度は打って変わって的外れな批評を受ける。
- フラデリツキイ - 指揮者。派手で身勝手と酷評される。
- 「浅浮彫り」 - 水中にある巨石建造物から八腕目の生物が出現する様子を彫刻したもの。材質は黒い何らかの木材。骨董店主によると、数週間前に浜に打ち上げられたところを持ち込まれたという。値段はわずか4ドル。
- 「クトゥルー」 - かつて地球を支配していた旧支配者の一員。浅浮彫りの邪神像は、顔の下の触手群のうち2本が長い捉脚になっており、胴体部からも触手が伸びている。
- 無定形の矮人 - クトゥルーの従者。異様な笛を吹いて、人間の知らない音楽をかなでる。

### 10収録
- クト9、岩村光博訳

## 11：丘の夜鷹
『丘の夜鷹』（おかのよたか、原題：英: The Whippoorwills in The Hills）。WT1948年9月号に掲載された。
ラヴクラフトの『ダニッチの怪』と関連が深い作品であり、夜鷹ウィップァーウィルヨタカや共同電話という要素が引き続き用いられている。作中時は1928年4月、舞台はアイルズベリイであり、9月のダニッチ村透明怪物事件の前日譚に当たる。
一方で、はっきりと「ダーレス神話」になっている。ラヴクラフト版ヨグ＝ソトースが、ダーレス版旧支配者へと位置づけが変わっており、旧神によって追放されたために地上に帰還を目論んでいるということになっている。ダーレスは1945年に『暗黒の儀式』を書いており、そちらでもヨグ＝ソトースを扱っている。またイースの大いなる種族への言及もあり、彼らも旧神に刃向かって敗れたとされ、後年の『異次元の影』にてさらに掘り下げが行われる。
語り手のダンがやって来る前の、エイバルの頃の出来事については、ほとんど説明されずにほのめかされるのみであり、不明点が多い。ダニッチのウェイトリー家がエイバルに関与していたように暗示されている。
東雅夫は「<ヨグ＝ソトース物語>群の一編。主人公が、この世ならぬものに魂を奪われてゆく過程を、不気味な夜鷹の群れに象徴させて効果的に描いている。『ダニッチの怪』との関連が暗示されている点にも注目したい」と解説している。

### 11あらすじ
ダニッチ近郊、アイルズベリイの谷の村で、危険な書物を所持していたエイバル・ハロップに、エイモス・ウェイトリイは警告して破棄を促すが、エイバルは応じない。詳細不明ながらエイバルのせいで何人もの人間が死に、やがて1928年4月にエイバルも失踪する。保安官は捜査するが解決には至らず、事情を察する隣人たちは何も答えなかった。
4月の末、無人となっていたエイバルの家に、従兄のダンが移り住む。新しい住人のことは、共同電話で隣人たちにすぐさま知れ渡る。さらに夜鷹が夜の間じゅう鳴き続けるという異様な事態が発生し、隣人たちの間ではダンが来たためと不吉な噂になる。ダンは従弟の蔵書中に多くの禁断の文献を見つけ、また隣人たちに話を聞こうとするが避けられる。エイモス・ウェイトリイは「エイバルは外のやつらを呼んで、そいつらに連れていかれた」と説明し、本を焼き捨てるよう忠告する。ダンはエイモスの言うことを理解できず、迷信と断じて逆に本を読み始め、ヨグ＝ソトースの召喚方法を意味のわからないままに声に出して読み上げる。この時点で、ダンは自覚なく憑依される。
ダンはセス・ウェイトリイに会いに行くが、セスもまたエイモスと同じようなことを言う。ダンは従弟と同じように嫌悪の目で見られていることを体感する。またダンは、二階の物置小屋で、椅子の上に「まるで人間が吸い出されたように」置かれた服を見つけ、エイバルに何かが起きたことを察し始める。
あまりにも夜鷹がうるさいことから、ダンは棍棒を持って外に出て、夜鷹を殺して回る。その翌朝、夜の間にジャイルズ家の次男と牛四頭が惨殺されていたことが判明する。保安官は、血がほとんど残っていない被害者を、野生の獣の犠牲者と判断するが、住人たちは信じず、何人かは谷の外へ避難を始める。
その夜、就寝するダンの家が、エイモスによって放火されかけ、ダンはエイモスを問い詰める。だがエイモスは、逆にダンが本を読んだことを指摘するのみで、ダンが自覚なく憑依されていることと、外のやつらは血を食べて成長し魂を食べて知性を得ることを付け加える。ダンはエイモスが迷信に囚われており救いようがないと判断する。次の夜も夜鷹が鳴き、ダンは夢で異界を見て、現実ではさらに牛が殺される。
最終的に、アメリア・ハッチンスの惨殺現場でダン・ハロップが逮捕される。ダンは意味不明の主張をするのみであり、獄中で記した供述書には、自分は無罪であり夜鷹たちの仕業であるとの言が喚き散らされていた。

### 11主要人物
- ダン・ハロップ - 語り手。失踪したエイバルの家に移り住み、近隣住民に話を聞く。本を読んだことで、自覚ないまま動き回り事態を悪化させる、信頼できない語り手。
- エイバル・ハロップ - 従弟。一族とは疎遠で、アイルズベリイの隣人達にも忌み嫌われていた。1928年の4月に失踪する。
- エイモス・ウェイトリイ - 大柄な男。ダニッチのウェイトリイ老の孫であり、情報を持っているが、生兵法は危険だとも理解してるため出しゃばらない。
- セス・ウェイトリイ - エイモスの兄。弟とは仲が悪い。
- 保安官 - エイバル失踪を解決できなかったため経歴に傷がついた。牛殺しでエイモスを疑っている。

### 11谷間の住人
8家族が、一本の共同電話ラインで結ばれている。幾つかの家は牛を飼っている。本編以前に何人か死んでおり、物証はないがエイバルが疑われている。
- ジャイルズ家：夫妻、息子2人、娘
- コーリイ家：独身兄弟と使用人
- ウェイトリイ家：セス、妻エンマ、子供3人
- ハフ家：ラバン、子供2人、妹ラヴィニア
- オズボーン家：夫妻、使用人夫妻
- ホイーラー家：夫妻、息子2人
- ハッチンス家：未婚の三姉妹、女使用人ジェシー、男使用人エイモス・ウェイトリイ
- ハロップ家：エイバル（失踪）→ダン

### 11異界の存在
「外のやつら」
文献では「旧支配者」、ダンの夢主観では「古のもの」と呼ばれる。かつて地上を支配していたが、追放されて外世界の石造都市にいる。門を通って地上へとやって来る。地上では、血と魂を食べることで、力を得る。追放された旧支配者たちに仕える人間がいる。不完全な文献のためヨグ＝ソトースを召喚することはできなかったが、下級のものが召喚されてエイバルやダンを操って侵略のために暗躍しているというのが、本作の構造である。
大いなるヨグ＝ソトース
古のものの一体。輝く球体の集積物の形をとる。異名は「戸口を護るもの」「門を護るもの」であり、あらゆる時間と空間に門として接している。『ダニッチの怪』の登場人物であるウィルバー・ウェイトリイは、これの落とし子である。

### 11収録
- クト3、岩村光博訳

### 11関連作品
- ダニッチの怪 - ラヴクラフト作品。数ヶ月後の出来事。
- 谷間の家 - ダーレス作品。近隣の出来事。クトゥルフと深きものどもの要素が強い。

## 13：彼方からあらわれたもの
『彼方からあらわれたもの』（かなたからあらわれたもの、原題：英: Something from Out There）。WT1951年1月号に掲載された。
ダーレス神話である。ダーレスが創造したオリジナル文献「告白録」と、退魔アイテム「旧神の印」、旧神によって各地に封印された怪物達「クトゥルフの落とし子」にまつわる作品の一つ。特に「告白録」には、キリスト教の聖人が旧神の力を借りて邪神を封じたという古潭が備わっており、ダーレスの独自性がある。
東雅夫は『クトゥルー神話事典』にて、「英国の海辺の廃墟を舞台とするM・R・ジェイムズ風の作品で、読みごたえがある」と解説している。

### 13あらすじ
イギリスを訪れた聖アウグスティヌスは、教皇に宛てた手紙に、「彼方からのものが岸辺にあらわれ、わたくしが処理いたしました」という、謎めいた報告を記す。
時は流れて20世紀。オックスフォード大学から、オカルトに手を付けた4人の学生が追放され、ジェフリイ・モールヴァーンだけが父親の権力で退学を免れる。ある日ジェフリイは、廃修道院で奇妙な「星型の石」を拾う。その日の夜、彼は錯乱した状態で発見され、カリイ医師のもとに連れ込まれる。カリイはジェフリイを鎮静剤で寝かしつけ、彼が持っていた「石」に興味を抱く。第三者からジェフリイの足取りを聞き、錯乱した原因を探る。また石に刻まれていた文字を解読し、司教アウグスティヌスの書いたものと突き止める。
ジェフリイが発作を起こした夜、老齢の漁師が行方不明になり、後に廃修道院の洞窟で変死体で発見される。彼は圧死し粉砕され、さらに凍り付いたように硬直していた。
謎を追うカリイは、ジェフリイの友人である、オックスフォードを退学になったオカルト仲間の2人を呼び出す。彼らは文献「クリタヌスの告白録」について語り出し、聖人アウグスティヌスが洞窟に邪神を封印したと説明する。そして、ジェフリイがうっかり「石」を外して、怪物を解放してしまったのだろうと結論付ける。さらに、2人目の犠牲者も発生する。
3人は小修道院へと出かけ、怪物と対峙する。彼らは石の力で怪物を後退させ、元の棺へと追い込む。そして元通りに石で棺を封印した上で、海に沈める。カリイは、封印されている怪物が他にもいるかもしれないと不安を抱きつつ、物語を締めくくる。

### 13主な登場人物・用語
- ウィリアム・カリイ - 語り手。医者。
- ジェフリイ・モールヴァーン - モールヴァーン卿の子息。
- ソウムズ・ヒメリイ - 退学になった元学生。
- ダンカン・ヴァーノン - 退学になった元学生。
- 修道士クリタヌス - 不用意に石を外して、旧神の封印から怪物を解き放ってしまう。イギリスから追放され、発狂したままローマで書物を記した。
- 聖アウグスティヌス - 実在の聖人。クリタヌスが解放した怪物を、石の力で修道院地下の石棺に再封印した。

### 13収録
- クト13、岩村光博訳

### 13関連作品
- 湖底の恐怖、エリック・ホウムの死 - 本作同様に、告白録とクトゥルフの落とし子をテーマとする。

## 16：谷間の家
『谷間の家』（たにまのいえ、原題：英: The House in the Valley）。WT1953年6月号に掲載された。
東雅夫は「<クトゥルー物語>群の一編だが、同時に「インスマスを覆う影」の後日譚でもある。アイルズベリイの商店主の名前が、オーベッド・マーシュであることに注目」と解説している。
ダニッチ近郊のアイルズベリイが舞台となっている。主人公の一人称で話が進むのだが、思考が狂気に汚染されて信頼できない語り手となっていく。1928年のインスマス事件への言及があり、力を失った深きものどもの再起が進行している。

### 16あらすじ
アイルズベリイ郊外の谷間の家に住むビショップ家の末裔、セス・ビショップは、周囲の者たちに嫌悪の目で見られ、しまいには家の中で隣人を殺す。
その後、画家であるジェファースン・ベイツが、谷間の家をアトリエとして借り受ける。ジェファースンは自分がバド・パーキンスら隣人たちに奇異の目で見られ監視されていることに気づく。ジェファースンは村のオーベッド店主からセスの生涯について聞き、また家の中からセスが作った抜粋写本や事件の新聞記事の切り抜きなどを発見する。ジェファースンはセスを「幼少と若いころは知能が低く、成長してから急に知識を修得した結果、精神に異常をきたし、人目を避けて生活することになった」のだろうと理解する。
ジェファースンは悪夢にうなされ、目覚めた後に家の地下室を調べ、トンネルと、散乱した骨を発見する。彼は濡れた地下に降りるために長靴を買うが、翌日、一度も履いてないはずなのに使用された痕跡を見て取る。近所で家畜の羊が姿を消した後、ジェファースンはトンネルの奥で引き裂かれた羊の死骸を見つける。村人たちは、ジェファースンをセスの再来と噂し恐れる。
以後、ジェファースンの思考は完全に狂気に汚染されるようになる。ジェファースンは家の中に別の人物が絵を描いている気配を感じる。また地下にいる「深きものども」に命じられ、食糧を持っていく。セスの日記には水の生物たちとの狂気にまみれた交流が書かれており、ジェファースンは戸惑うどころかセスの知性と独学を称賛するまでになっていた。
周辺の住民たちは、家畜被害をジェファースンによるものとみなして敵意を向け、保安官を差し向けるも、立証されずジェファースンは釈放される。だがバドは、ジェファースンにライフルを向けて警告する。続いて少年が姿を消し、隣人たちはさらに敵意を向ける。ついには群衆が押し寄せ、家は焼かれ、ダイナマイトで吹き飛ばされる。深きものどもは焼き殺され、クトゥルフの従者も焼かれて姿を消す。家から引きずり出されたジェファースンが我に戻ったとき、バドが引き裂かれて死んでいた。
ジェファースンは逮捕される。住民達は怪物など見ておらずジェファースン一人だけだったと主張し、裁判ではジェファースンに不利な証言が相次ぐ。ジェファースンは無実を主張し、憑依したセスの仕業とわめく。ジェファースンはもう長くないだろうと供述書を残すが、それは狂気と主観に満ちた怪文書であった。

### 16主な登場人物
- セス・ビショップ - 谷間の家に住んでいた人物。ネクロノミコンなどの抜粋本を作り、クトゥルフ信仰を研究していた。隣人を殺して失踪する。
- ジェファースン・ベイツ - 語り手。画家。谷間の家に移り住み、セス・ビショップの宿主に選ばれる。
- ブレント・ニコルスン - 友人。ジェファースンに谷間の家を斡旋する。
- バド・パーキンス - アイルズベリイの若者。ジェファースンが引っ越してきた谷間の家を探りに行き、顔見知りになる。
- オーベッド・マーシュ - アイルズベリイ村の店主。セス・ビショップの遠縁の親族。
- エイモス・ボウドゥン - セスの隣人であり、犠牲者。

### 16用語
ビショップ家
セス・ビショップの一族。ラヴクラフトの『ダニッチの怪』には同姓の人物が複数登場し、ウェイトリー家と並んでダニッチ近辺に多くの者がいる。オーベッド店主のセリフによると、魔女や迷信を信じていたという。セスの先代は、有毒・妖術に用いる植物の栽培に詳しかった。
マーシュ家
インスマスのオーベッド・マーシュ船長の一族。（船長と同名の）オーベッド店主によると、魔女や迷信など信じていないというが、『インスマスの影』などにみられるように別の存在と繋がりを持つ。セスはマーシュ家の血も引いており、オーベッド店主はセスはビショップ家よりもマーシュ家に似ていると言う者もいたと語っている。セスの日記には、1928年のアメリカ政府による手入れのことが記されており、インスマスとマーシュ家は駆逐されたが、まんまと逃げおおせた者もいるという。
セス・ビショップ抜書
1919年から1923年にかけて、セスがミスカトニック大学で筆写した「ネクロノミコン」「屍食教典儀」「ナコト写本」「ルルイエ異本」の抜粋。旧神と旧支配者の闘争など、クトゥルフ神話が記されている。
クトゥルフの従者
水の生物であり、蛸に似た存在。クトゥルフの同種生物。深きものどもと共に、谷間の家の地下室に姿を現した。ダーレスが多用し、本作にも登場させることになった。

### 16収録
- クト5、岩村光博訳

### 16関連作品
- ダニッチの怪 - ラヴクラフトの神話作品。同名の人物、セス・ビショップが登場し、透明怪物事件の犠牲者となり死んでいる。ダニッチのビショップ一族の人物が何人も登場する。
- 恐怖の巣食う橋 - ダーレスの神話作品。ビショップ一族の人物が登場する。妖術師セプティマス・ビショップによるダニッチバージョン。

## 17：ルルイエの印
『ルルイエの印』（ルルイエのしるし、原題：英: The Seal of R'lyeh）。『ファンタスティック・ユニヴァース』1957年9月号に掲載された。ダーレスが手掛けたインスマス物語群の1つであり、特にクトゥルフ崇拝者としての側面を強調したものである。
東雅夫は「<クトゥルー＝インスマス物語>群の一編。ダーレスの神話作品の中でも後期に属するため、作中で語られる神話の概要もよく整理されており、クトゥルー崇拝者の実態を知るには最適の作例となっている」と解説している。
インスマスの住民の多くが犠牲になった事件への言及が作中にある。邦訳ではこの事件を「28年前」の出来事としているが、これは「1928年に」（in '28）の誤訳である。結末における主人公の失踪は1947年11月にあったとされる。またオバディア・マーシュという人物が言及され、既存のオーベッド・マーシュと異なるインスマス史が説明される。また本作の世界線では、『闇に囁くもの』の語り手人物であるウィルマースは行方不明になっている。

### 17あらすじ
18世紀末、インスマスのオバディア・マーシュ船長の船が遭難し、船長と航海士サイラス・フィリップスの2人だけが、ボートで生還する。マーシュとフィリップスは、出自不明の女性を妻に娶る。
マイアス・フィリップスは、祖父と両親によって、海や水に近づくことを禁じられて内陸部で育てられる。マイアスが22歳のときに母と叔父が相次いて亡くなり、マイアスは遺産を相続する。叔父が住んでいたインスマスの屋敷には、多くの魔道書や手記が残され、また室内は奇妙な円盤模様の印で飾られていた。
家政婦として雇い入れたアダ・マーシュは、シルヴァン叔父が調査していたものに興味を抱いており、何も知らないマイアスには失望したような態度をとる。マイアスは叔父の資料を調べ、旧神と旧支配者の神話について知り、さらに叔父がクトゥルフ神話を信じ切っており、本気でルルイエを探し求めていた記録を読む。アダは、マイアスが何気なく立っている絨毯の模様こそが、シルヴァンが発見した「大いなるルルイエの印」なのだと指摘する。マイアスは、ルルイエの印が刻まれた銀の指輪を発見し、さらに指輪に導かれるままに、部屋から地下水脈に繋がる隠し階段を見つける。
海に呼ばれたマイアスは、足ひれと酸素ボンベを身につけて、沖へと向かう。理性ではボンベの酸素が長くはもたないとわかっているのに、見えない力に突き動かされるという状況に、マイアスは葛藤し、ついには溺れて沈む。そこに、泳いできたアダが、マイアスからマスクとボンベを「外して」助ける。オバディア・マーシュの子孫であるアダと、サイラス・フィリップスの子孫であるマイアスは、両棲人であった。シルヴァン叔父がルルイエを探していた方法というのも、潜水服でも機械でもなく、シンプルに泳いだだけである。
覚醒したマイアスは、叔父の遺志を継ぎ、アダと共に大いなるクトゥルフを見つけ出すことを己の目標とする。海底の同胞とも出会う。2人はポナペの海底を調べ、ついに巨石建造物の中でルルイエの印の原型を見つけ、己らが奉仕すべき大いなるクトゥルフが眠っていることを悟る。マイアスは、自分とアダの間に産まれる新たな子供に希望を抱きつつ、海と地球全土を自分達が支配することを夢見て海底へと向かう。
ポナペの船から不可解な失踪を遂げたマイアス・フィリップス夫妻について、シンガポールの新聞が報道する。船室から発見された原稿は「事実の装いをしているが小説にほかならない」ものとみなされる。

### 17主な登場人物・用語
- オバディア・マーシュ船長 - 過去の人物。1797年に遭難から生還した後、財をなすようになった。
- サイラス・オルコット・フィリップス - 過去の人物。オバディア船長の船の航海士であり、腹心。
- フィリップス祖父 - インスマスに住んでいたが、子や孫を海から遠ざけるようにしていた。
- ジャレット・フィリップス - 父。若いころに交通事故死。
- シルヴァン・フィリップス - 叔父。50歳で死去。奇人とされ、実父の命に従わず海のそばで暮らしていた。インスマスの街中と海べりの崖とに2軒の家を持ち、（祖父が過ごした前者の家は顧みずに）ほとんど後者で過ごしていた。
- マイアス・フィリップス - 語り手。フィリップス家の最後の一人。22歳。海に心惹かれるものがあったが、海に近づくことを禁止されて育つ。
- アダ・マーシュ - マーシュ家の生き残り。25歳。シルヴァンとも懇意であった。思わせぶりな態度をとる。
- 「ルルイエの印」 - シルヴァンが発見して写し取り、家を飾っていた模様。印が刻まれた銀の指輪もある。

### 17収録
- クト1、岩村光博訳

### 17関連項目
- 永劫の探究 - 第2部が1940年のインスマスを、第5部が1947年9月のポナペを舞台にしている。『ルルイエの印』は5部直後の同じ場所を扱った話であり、『永劫の探求』で語られたルルイエへの核攻撃をほのめかす記述がある。

オーベッド・マーシュ
『インスマスの影』で言及される、インスマス史における重要人物でありながら、本作で言及されない人物。
19世紀に深きものどもに生贄を捧げることと引き換えに黄金や豊漁を得て、異教の神を崇めるようになった。人外と婚姻し、マーシュ家と、船員幹部のウェイト家、ギルマン家、エリオット家の三家がインスマスを掌握した。オーベッドに反対したマット・エリオット航海士は消されている。
対して本作においては、オバディア・マーシュ船長とサイラス・フィリップス航海士（マーシュ家とフィリップス家）という関係のみが言及されている。